# Papirus z Derveni

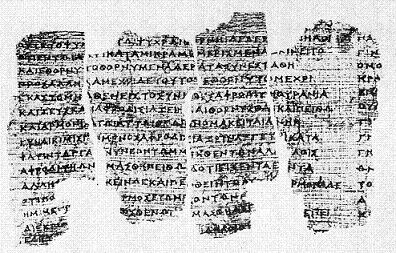
Papirus z Derveni

Papirus z Derveni (gr. Πάπυρος του Δερβενίου) – najstarszy znany zachowany manuskrypt w dziejach literatury europejskiej (datowany na 340 p.n.e.), zapisany na papirusie. Został znaleziony w 1962 niedaleko Salonik w grobowcu bogatego Macedończyka, być może dobrze wykształconego dostojnika, możliwe, że wyznawcy orfizmu. W roku 2015 został wpisany na listę UNESCO Pamięć Świata.
Dzieło ma formę 266 zwęglonych elementów zwoju papirusowego ułożonego w tzw. kolumny. Prawdopodobnie miał spłonąć wraz ze swoim właścicielem na stosie pogrzebowym, ale najpewniej spadł z niego i nie uległ całkowitemu zniszczeniu.
Jest to fragment traktatu teologicznego, będącego alegorycznym komentarzem do napisanego heksametrem wiersza orfickiego, którego autorem miał być sam Orfeusz. Prawdopodobnie tekst ten powstał w kręgu greckiego filozofa Anaksagorasa w drugiej połowie V wieku p.n.e.